# Joep Zweegers
Joep Zweegers (Geldrop, 25 augustus 1992) is een Nederlands voormalig voetballer die als verdediger speelde. Hij speelde in de jeugdopleidingen van VV Geldrop, PSV en Helmond Sport.
Zweegers maakte zijn debuut in het betaalde voetbal op 24 februari 2012 voor het Nederlandse FC Eindhoven in de thuiswedstrijd tegen MVV. Begin 2014 ging hij naar het Belgische Esperanza Neerpelt. Een half jaar later keerde hij terug bij VV Geldrop, waar hij door terugkomende blessures steeds minder aan spelen toe kwam. Sinds 1 juli 2019 is hij gestopt met voetballen.